# Tiroteo escolar de Ivanteyevka de 2017
El tiroteo en la escuela Ivanteyevka de 2017 fue un tiroteo escolar y un intento de atentado con bomba que ocurrio en Ivanteyevka, Óblast de Moscú, en la mañana del 5 de septiembre de 2017. Cuando el estudiante de noveno grado Mikhail Pivnev entró en el edificio del "Centro Educativo No.1", donde era estudiante, abrió fuego con un rifle de aire comprimido y luego detonó artefactos explosivos caseros. Como resultados del ataque, cuatro personas resultaron heridas: un profesor de informática, quien el atacante golpeó en la cabeza con un cuchillo y le disparó en la cara así como tres estudiantes que saltaron de la ventana de uno de los salones, siendo detenido poco después de la llegada de las autoridades.
El 15 de febrero de 2019, el Tribunal Municipal de Ivanteyevka de la Región de Moscú, tras haber declarado culpable al "tirador de Ivanteyevka" de intento de asesinato de dos o más personas y vandalismo, lo condenó a 7 años y 3 meses de prisión en una colonia correccional, y también le impuso una pena adicional en forma de multa de 20 mil rublos. Entre otras cosas, el tribunal satisfizo las reclamaciones de las víctimas de indemnización por daños materiales y morales por un importe total de más de 2 millones de rublos.
El incidente de Ivanteyevka marcó la primera vez en la historia de Rusia que un ataque a una institución educativa fue perpetrado por un imitador de Eric Harris y Dylan Klebold, los autores de la masacre del instituto Columbine del 20 de abril de 1999. El incidente, así como el hecho de que el atacante se inspirara en las acciones de asesinos en masa estadounidenses, provocó una gran indignación pública y dio lugar a varias iniciativas legislativas: en particular, se aprobó una ley federal que prohíbe las "comunidades Columbine" en redes sociales y otros recursos de internet que incitan a los niños al suicidio y a la delincuencia. Incidentes similares seguirían, el 19 de enero en Ulán-Udé, el 18 de abril en Sterlitamak, el 15 de enero de 2018 en Perm, y el 28 de mayo de 2019 en Volsk.

## Perpetrador
Mikhail Sergeyevich Pivnev nació en 2002, el momento del tiroteo, tenía 15 años y cursaba 9.º grado "A" en el Centro Educativo n.º 1 de Ivanteyevka, institución educativa municipal presupuestaria. Según informes de prensa, el padre de Mikhail, Sergey Pivnev, era un importante empresario local, fundador de la empresa "Geosistema", especializada en servicios de geodesia; su madre trabajaba en el Centro de Formación Profesional Ivanteyevka. Mikhail no era el único hijo de la familia; los Pivnev también criaron a una hija que, al igual que su hermano mayor, estudiaba en el Centro Educativo n.º 1. Un conocido de Pivnev dijo que sus padres eran muy estrictos: «Nadie que yo conozca tenía padres que lo vigilaran tanto como ellos a él. No le permitían salir hasta tarde: tenía que estar en casa a las ocho de la noche. Su madre lo llamaba constantemente».
Se publicó información contradictoria en los medios sobre el carácter de Pivnev y sus relaciones con sus compañeros. La agencia de noticias RIA Novosti informó que en la escuela describían a Mikhail como una persona extraña y retraída. Algunos estudiantes del Centro Educativo n.º 1 y sus padres afirmaron que el adolescente sufría acoso escolar y que la administración escolar no tomó ninguna medida para combatirlo. En una entrevista con RT, uno de los estudiantes del Centro Educativo n.º 1 describió a Pivnev como "un chico muy retraído". Por el contrario, un estudiante llamado Ivan, quien, según RIA Novosti, conocía a Pivnev y estudiaba en una clase paralela, afirmó que el tirador no era retraído, tenía amigos y que "nada presagiaba" el incidente. El hecho de que Mikhail "no fuera un paria" y destacara entre los demás estudiantes solo por su estilo de vestir fue reportado por la publicación "Vesti.ru", citando a otro estudiante de una clase paralela. No hubo ninguna señal ni queja de los niños a los profesores de que se estuviera preparando algo terrible. El chico no mostró ningún signo de agresión. Nunca violó la disciplina, se mantuvo tranquilo. «La relación con los niños fue absolutamente fluida», señaló la directora interina de la Escuela n.º 1 de Ivanteyevka, Natalya Reshetova, quien destacó que el estudiante consultó con un psicólogo «tras registrar un deterioro en su rendimiento académico y comportamiento».
Pivnev tenía un gran interés por las armas. Como señaló Ksenia Mishonova, al conocer la afición de su hijo, los padres de Mikhail le regalaron una pistola de aire comprimido, que el adolescente utilizó posteriormente en un ataque a una escuela. Un conocido de Pivnev contó a RT que el colegial fabricaba armas caseras y que a veces salía a la calle con su rifle de aire comprimido. Pivnev también mostró interés por el tema de los asesinatos en masa en instituciones educativas. En la red social VKontakte, estaba registrado como Mike Klebold. El apodo elegido por el joven hacía referencia al apellido de Dylan Klebold, quien cometió el asesinato en masa en la escuela secundaria Columbine en abril de 1999. En su página, Mikhail publicó fotos personales, incluyendo con armas. El 20 de abril de 2017, en otro aniversario de los eventos en Columbine, escribió: “Si no entramos en detalles, entonces, como resultado, 13 estudiantes están muertos. Aquí está de nuevo ese mismo día”. “No importa lo que esté sucediendo alrededor, cómo me traten, me pregunto si me necesitan aquí... la vida es hermosa, amigos, pero a veces la muerte es mejor. Y tal vez sería mejor si estuviera en el lugar de Eric o Dylan... Ahora olvida todo lo que está escrito aquí y sigue adelante con tu vida. No a todo el mundo le gustan los pensamientos suicidas, ¿verdad?”. Pivnev también imitó a los tiradores de Columbine en su apariencia: vestía un impermeable largo, botas de combate y una bolsa de estilo militar; Una amiga del colegio comentó que el estilo de vestir de Mikhail no era del agrado de los profesores. En particular, según ella, los profesores obligaban al adolescente a quitarse las botas militares en la escuela, y Pivnev solo acudió con impermeable una vez, el día del ataque.
Tanto sus conocidos como sus compañeros de clase sabían que Pivnev planeaba un ataque contra la escuela. En una entrevista con la publicación digital Meduza, dos exalumnos del Centro Educativo n.º 1 afirmaron que el adolescente anunció abiertamente su deseo, al igual que Eric Harris y Dylan Klebold, de atacar la institución educativa. Entre las razones que impulsaron a Mijaíl a cometer el ataque se encontraban, en particular, las relaciones conflictivas que se desarrollaron entre él y varios compañeros, así como con el profesor de informática; el estudiante fue objeto de burlas por su apariencia. La defensora del pueblo, Ksenia Mishonova, afirmó que los alumnos de 9.º grado que estudiaron con Pivnev informaron de los planes de su compañero a la administración de la escuela, pero esta advertencia no se tomó en serio.

## Ataque
En la noche del 4 de septiembre de 2017, una conocida de Pivnev llamada María se encontró con el adolescente en su casa. Mijaíl, que en ese momento portaba una maleta con algo parecido a una pistola, le dijo a su amigo que iba a organizar un atentado terrorista al día siguiente, pero la chica no se tomó en serio sus palabras; conocía la fascinación del adolescente por el tema de "Columbine" y los asesinatos en masa en instituciones educativas.
La mañana del 5 de septiembre, Mijaíl se preparó para el ataque: llenó una bolsa con un cuchillo de cocina y artefactos explosivos caseros, puso el estado "borrar mi vida 09/05/17" en su página de VKontakte y, armado con un rifle de aire comprimido, se dirigió a la escuela. A las 7:51 hora de Moscú, el adolescente envió un mensaje a María, diciendo que no había bromeado sobre el ataque terrorista de la noche anterior.
Pivnev entró al edificio del Centro Educativo n.º 1 alrededor de las 10:00 h, tras el inicio de la tercera clase. El joven llevaba la carabina de aire comprimido bajo el abrigo: según informó Meduza, citando a la madre de dos alumnos del colegio, los guardias de seguridad de la entrada casi nunca registraban a los alumnos. A la hora señalada, la clase de 9.º A de Mikhail estaba teniendo una clase de informática; algunos alumnos estaban en un aula del segundo piso y otros en el cuarto. Pivnev, tras haber pedido previamente a su hermana que saliera del colegio lo antes posible, se dirigió a un aula del segundo piso, donde en ese momento daba clase Lyubov Kalmykova, de 39 años. Al entrar en el aula, Mikhail tuvo una discusión verbal con Kalmykova, quien reprendió al alumno por su tardanza y su aspecto, y luego lo escoltó fuera del aula. Tiempo después, los estudiantes oyeron el sonido de un disparo y los gritos del profesor provenientes del pasillo: Pivnev golpeó a Kalmykova en la cabeza con un hacha y le disparó en la cara con un rifle de aire comprimido. El profesor fue hospitalizado posteriormente con un traumatismo craneoencefálico y operado.
Tras el ataque al profesor, Pivnev regresó a clase. Los compañeros de Mikhail se atrincheraron en un cuarto de servicio del aula, y el propio tirador, según informó una fuente de la agencia TASS en las fuerzas del orden, en ese momento gritó amenazas y comenzó a detonar paquetes explosivos. Según testigos presenciales, Pivnev también gritó que llevaba tres años esperando el ataque y que "venía a morir". Tres estudiantes (dos niñas y un niño), temiendo por sus vidas, saltaron por una ventana del segundo piso, sufriendo fracturas y contusiones; posteriormente, los escolares heridos también fueron hospitalizados.
Pivnev, quien se dirigía al cuarto piso de la escuela, donde la segunda mitad del 9.º grado asistía a una clase, fue detenido por la policía y agentes de la Guardia Rusa que acudieron al lugar. Un testigo publicó en Instagram una grabación de video que muestra a dos agentes con equipo completo y cascos guiando al tirador, que vestía una camiseta clara y llevaba las manos a la espalda, fuera del edificio escolar. Para cuando el tirador fue detenido, unas 300 personas habían sido evacuadas del edificio escolar. Según NTV, las primeras noticias del ataque aparecieron en los medios a las 10:18 hora de Moscú, y según TJ, aproximadamente a las 11:00. La directora de Ivanteyevka, Elena Kovaleva, declaró que lo sucedido no fue un ataque terrorista y que los sucesos en la escuela fueron consecuencia de las acciones de un estudiante que tuvo un conflicto con un profesor. El jefe del departamento de seguridad de la administración de Ivanteyevka, Sergei Chuklov, calificó el ataque como un conflicto interno.

## Juicio

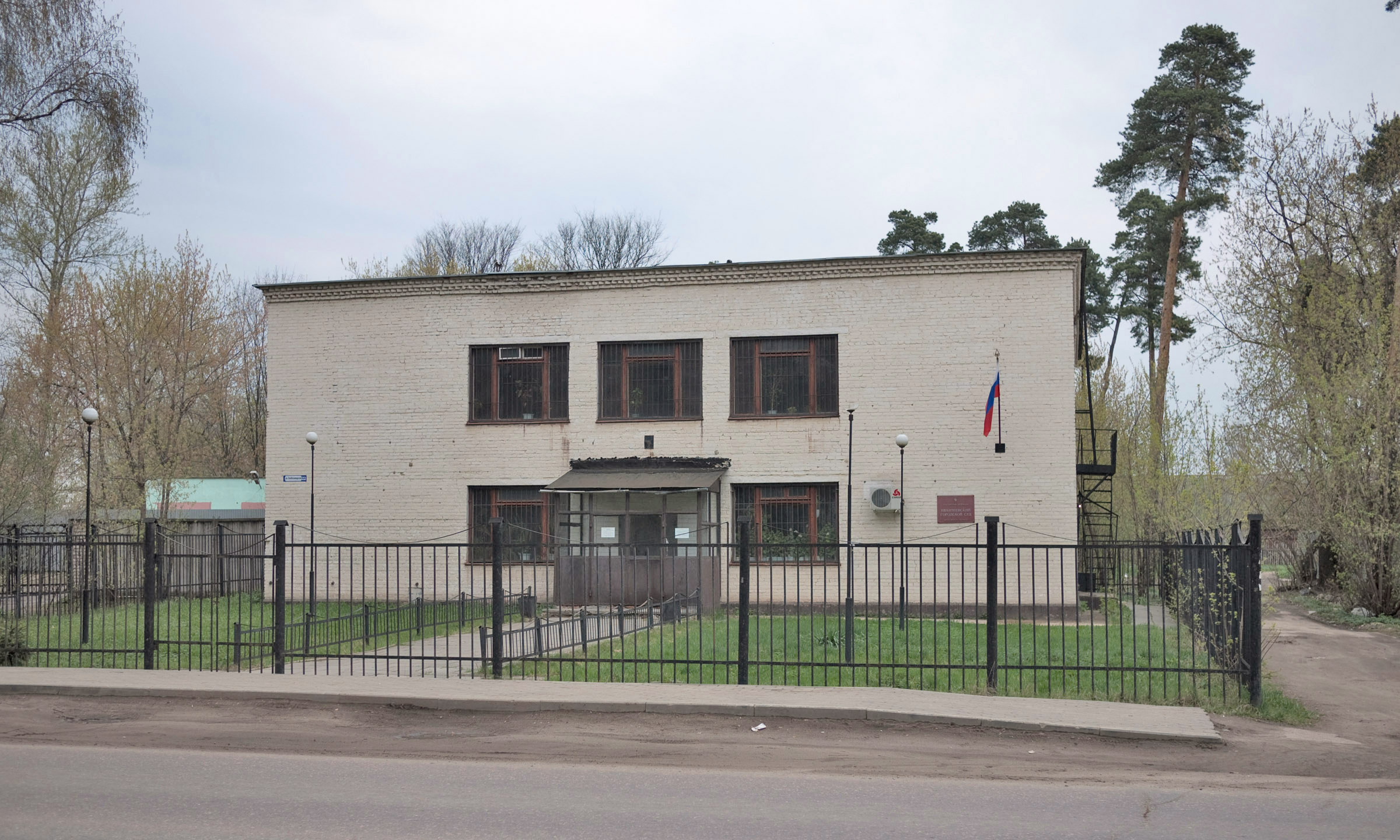
Edificio de la corte de Ivanteyevka

El juicio de Pivnev comenzó el 28 de noviembre de 2018 en el Tribunal Municipal de Ivanteyevka de la Región de Moscú, la defensa de Mijaíl Pivnev solicitó que el juicio se celebrara a puerta cerrada, petición que fue concedida. En la primera audiencia, el fiscal leyó el escrito de acusación, tras lo cual el acusado admitió parcialmente su culpabilidad, declarando no haberse declarado culpable de intento de asesinato.
Durante la vista del caso, se interrogó a las víctimas y testigos, y se examinaron diversas pruebas. "Decenas de víctimas acuden a las audiencias del caso. Se espera que no solo presten testimonio, sino que también presenten demandas civiles para obtener una indemnización por daños morales y físicos", señaló la agencia RIA Novosti, que calificó el juicio del "autor de Ivanteyevka" como uno de los más esperados de 2019.
En la fase de debate, la fiscalía solicitó la condena de Pivnev a 9 años y 6 meses de prisión, que deberá cumplir en una colonia penitenciaria. Kommersant enfatizó que, según la ley rusa, un acusado menor de 18 años no puede ser condenado a más de diez años; en otras palabras, la fiscalía solicitó prácticamente la pena máxima para el adolescente.
Durante el debate, la defensa insistió en la clemencia para Pivnev y una sentencia suspendida. Como señaló Kommersant, el abogado defensor de Pivnev, Viktor Zaprudsky, llamó la atención del tribunal sobre el hecho de que el acusado no tenía intención de matar a nadie y admitió parcialmente su culpabilidad. El abogado del adolescente también argumentó que las acciones de Pivnev debían considerarse prueba de delitos como amenaza de muerte y causar lesiones corporales moderadas, cuestionando así la corrección de imputarle intento de asesinato. "No representa ningún peligro para la sociedad", declaró Zaprudsky, al tiempo que enfatizó que durante su estancia en el centro de detención preventiva, su cliente comprendió lo sucedido. El 14 de febrero, Pivnev prestó su declaración final ante el tribunal.
El 15 de febrero de 2019, el tribunal dictó sentencia condenatoria contra Pivnev: el adolescente fue condenado a 7 años y 3 meses de prisión, que cumpliría en una colonia penitenciaria. "Fue declarado culpable en virtud de dos artículos del Código Penal ruso: intento de asesinato de dos o más personas cometido de forma generalmente peligrosa y vandalismo con uso de explosivos", declaró Anna Tyurina, secretaria de prensa del Tribunal Regional de Moscú, a la Agencia Rusa de Información Legal y Judicial. Las reclamaciones de las víctimas por daños materiales y morales, que ascendían a más de 2 millones de rublos, fueron parcialmente satisfechas: según el abogado defensor de Pivnev, una de las reclamaciones no fue satisfecha y se remitió para su consideración en el marco de un procedimiento civil. Como sanción adicional, el tribunal condenó a Pivnev a una multa de 20 000 rublos.
El abogado defensor, Viktor Zaprudsky, declaró a Kommersant que consideraba el veredicto injusto y la pena excesivamente severa. El abogado opinó que hay motivos para apelar la sentencia, pero que la cuestión de presentarla debe resolverse junto con los padres de Pivnev después de estudiar el texto completo de la sentencia, que tiene 73 páginas.

## Reacciones

### Reacciones oficiales
La presidenta del Consejo de la Federación, Valentina Matvienko, al responder a una pregunta sobre la necesidad de mejorar los mecanismos de seguridad en las instituciones educativas rusas tras el incidente en Ivanteyevka, expresó la opinión de que "la familia y la escuela extrañaron al niño". "Cuando el niño tuvo problemas evidentes, la familia y la escuela no lo apoyaron, no intentaron escucharlo, comprenderlo ni apoyarlo psicológicamente; este es el principal problema de seguridad", enfatizó. Matviyenko también señaló que la seguridad de los estudiantes en cualquier institución educativa es "la principal tarea y responsabilidad de la dirección escolar".
La Comisionada para los Derechos del Niño, bajo la presidencia de la Federación Rusa, Anna Kuznetsova, al igual que el presidente del Consejo de la Federación, atribuyó la responsabilidad de lo sucedido a los padres y profesores que no escucharon al adolescente que cometió el ataque: "El niño literalmente siguió a todos y dijo: "¡Miren!". Se acercó a todos y esperó a que lo detuvieran. Tengo esa sensación".

### Percepción de los medios de comunicación
La investigadora de la Universidad Estatal de Economía de Rostov, candidata a doctora en ciencias pedagógicas, O. I. Gorbatkova, analiza los problemas de las interpretaciones mediáticas de la violencia escolar en los medios rusos y considera el tiroteo en la escuela Ivanteyevka y la percepción de este incidente en la prensa como un ejemplo. "La información, que conmocionó al público por su crueldad, recibió amplia difusión en los medios. El día del suceso, varios medios informaron sobre esta noticia", escribe la investigadora.
Tras estudiar las publicaciones de varias ediciones (Komsomólskaya Pravda, Moskovski Komsomolets, Nóvaya Gazeta, etc.) sobre el ataque, Gorbatkova señala que los medios de comunicación rusos suelen divulgar libremente datos personales, en particular los nombres de estudiantes, profesores y números de matrícula de las escuelas, lo que, en su opinión, constituye una violación de las normas éticas y legales. Así, en la publicación de Komsomolskaya Pravda (“El colegial que abrió fuego en la escuela Ivanteyevka advirtió sobre un ataque planeado en una red social”, publicada el 6 de septiembre de 2017), la investigadora señaló la inclusión en el artículo de la autora de los detalles más desagradables del incidente, muchos de los cuales incitan a los lectores a imaginarse lo sucedido, así como la mención de la existencia de contenido visual que “muestra la situación”, lo que, en su opinión, aviva aún más el interés de los lectores. “La abundancia de detalles sobre la violencia en estos textos mediáticos también parece inaceptable”, concluye la investigadora.
El profesor asociado N. D. Uzlov, candidato a doctor en Ciencias Médicas, en su trabajo “Análisis fonosemántico de textos sobre violencia y asesinatos en masa en instituciones educativas rusas”, se centra en el uso de la palabra “tirador” por parte de los medios de comunicación al cubrir el ataque a la escuela de Ivanteyevka y otros incidentes similares, tanto por separado como en frases (por ejemplo, “tirador de Ivanteyevka”). En sentido amplio, un tirador es alguien que sabe disparar un arma, alguien que usa armas de fuego. En la conciencia colectiva rusa, la palabra "tirador" tiene una connotación tanto negativa (francotirador, asesino a sueldo) como positiva, al estar asociada con la justicia (la película de Stanislav Govorukhin "El tirador de Voroshilov")", señala el investigador.